# Solvent Blue 4
Solvent Blue 4 ist ein Farbstoff aus der Gruppe der Triphenylmethanfarbstoffe der u. a. zum Färben von Papier, Kunststoff oder Holz verwendet werden kann und auch in Kugelschreibertinten gefunden wird.

## Regulierung
Wenn der Farbstoff eine Verunreinigung mit dem Michler’s Keton oder der Michler’s Base ≥0,1 % enthält, ist er als ein sogenannter besonders besorgniserregender Stoff (SVHC) zu betrachten und gilt dann als krebserregend. In diesem Fall besteht eine Informationspflicht des Lieferanten nach Verordnung (EG) Nr. 1907/2006 (REACH) Artikel 33 gegenüber seinen Kunden.